# Бел трий
Бел трий е музикален перкусионен инструмент от групата на идиофонните инструменти.

## Устройство
Инструментът се състои от алуминиеви топчета, които са разположени в един ред. Всяко от топчетата виси на найлонова корда, спусната от дълга дървена летва, която от своя страна е закрепена на стойка, подобна на стойките за чинели.

## Техника на звукоизвличане
Изпълнителят удря с палка за триъгълник по топчетата на инструмента възходящо и низходящо. Получава се много тънък висок звук.

## Употреба
Инструментът се използва в оперната, оперетната и симфонична музика, а също в театъра и при озвучаването на филми.